# Veddige
Veddige est un village en Halland, Suède. Le village a une population de 2 018. La première mention de Veddige (comme tho Wyghöy) date de 1352.

## Personnalités liées au village
- Erika Holst, joueuse de hockey sur glace
- Peter Högardh, joueur de hockey sur glace
- Sara Löfgren, chanteuse